# Tanzania en los Juegos Paralímpicos de París 2024
Tanzania estuvo representada en los Juegos Paralímpicos de París 2024 por un deportista masculino. El equipo paralímpico tanzano no obtuvo ninguna medalla en estos Juegos.